# Dicrurus paradiseus
Il drongo coda a racchetta maggiore (Dicrurus paradiseus (Linnaeus, 1766)) è un uccello passeriforme appartenente alla famiglia Dicruridae.

## Etimologia
Il nome scientifico della specie, paradiseus, deriva da latino ed è un riferimento alla lunga coda di questi uccelli (alla quale si riferisce anche il nome comune), che ricorda quella dei maschi delle paradisee.
La coda a paletta e i richiami simili a fischi fruttano a questi uccelli il nome comune di kothwal ("poliziotto") nel subcontinente indiano.

## Descrizione

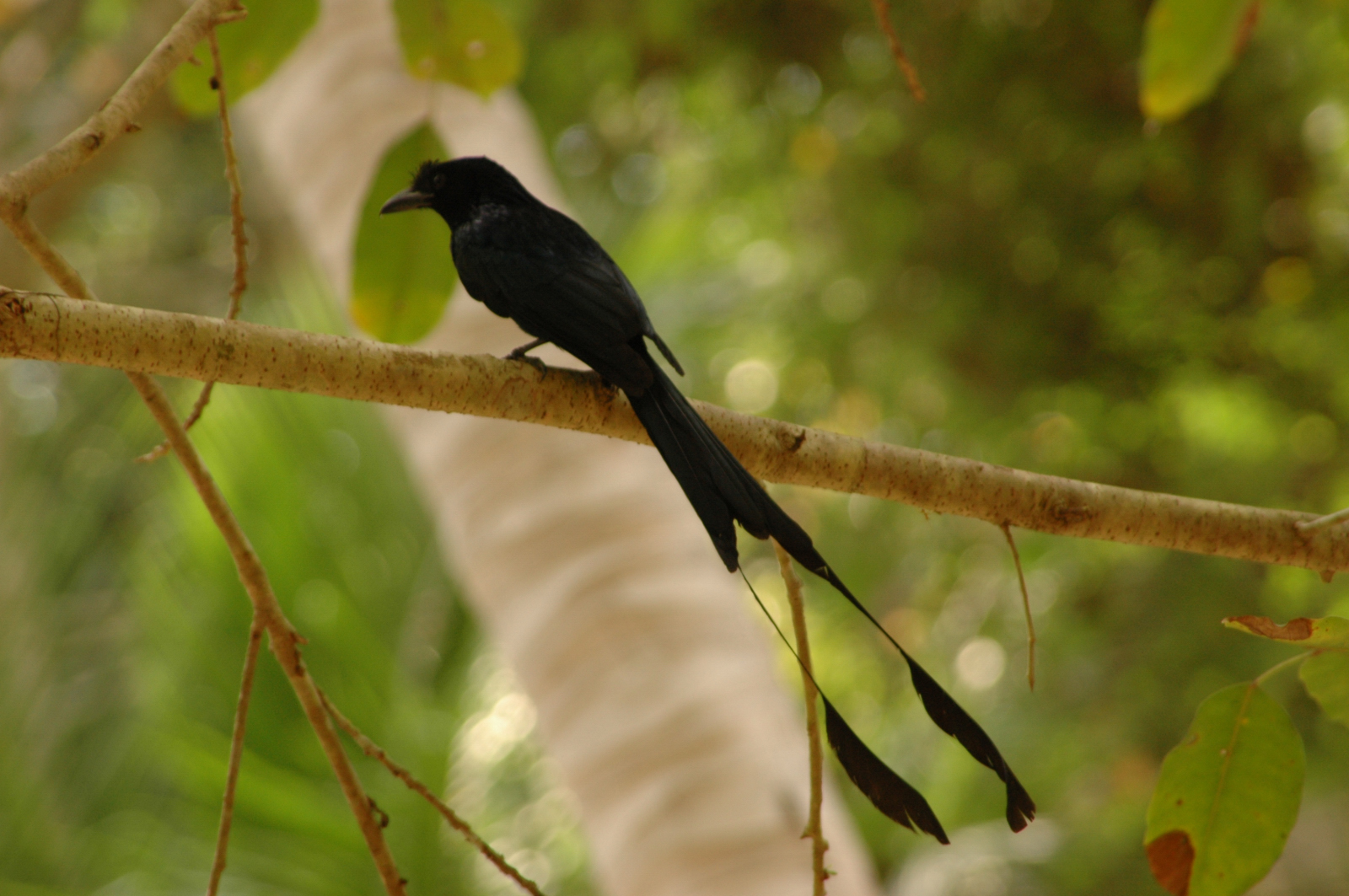
Esemplare alle Andamane.

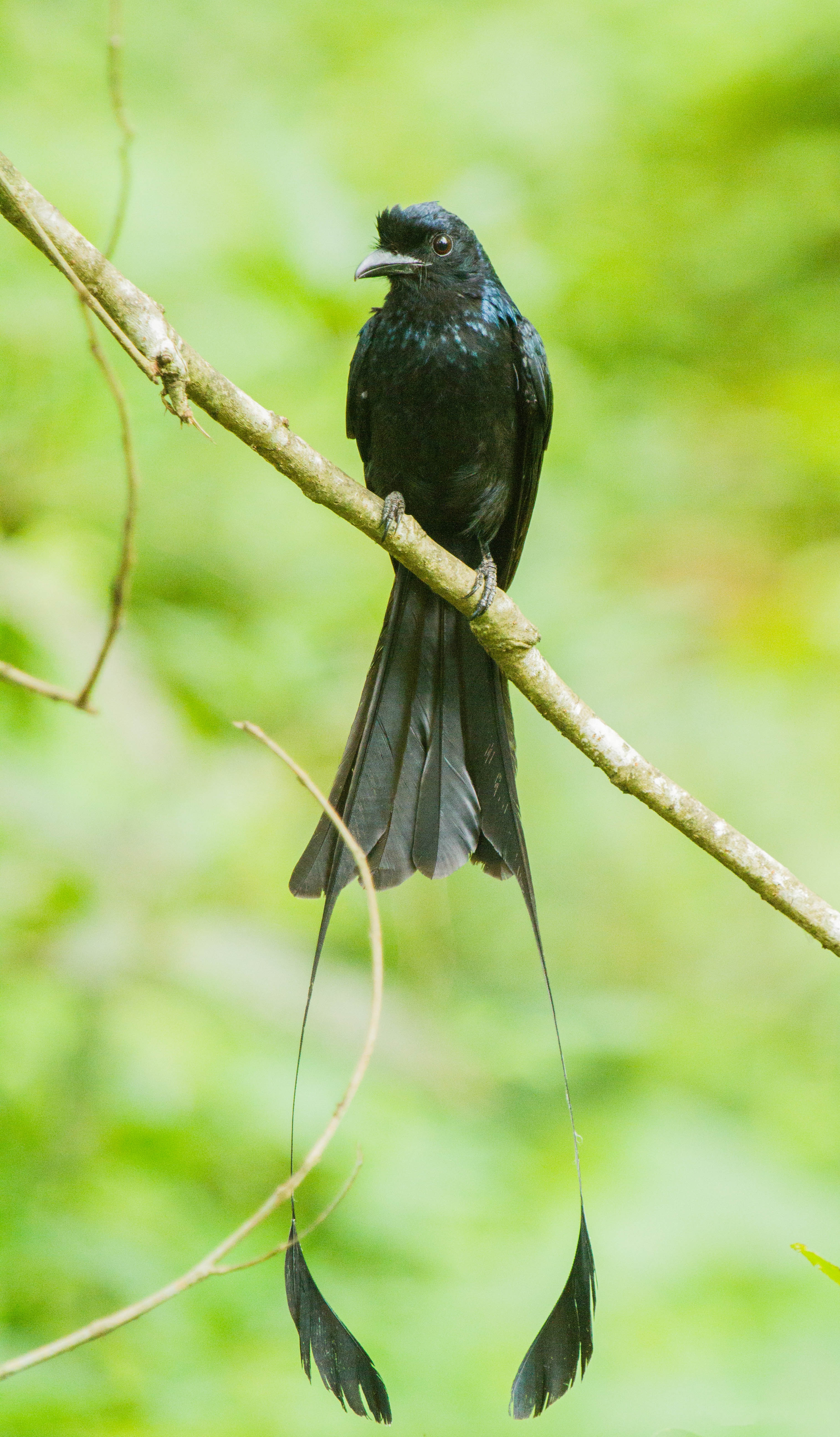
Esemplare nel Kerala.

### Dimensioni
Misura 30–65 cm di lunghezza (a seconda che vengano o meno considerate le propaggini filamentose della coda), per 74-124 g di peso: queste misure rendono il drongo coda a racchetta maggiore la specie di drongo di maggiori dimensioni. I maschi tendono ad essere più grossi e robusti rispetto alle femmine: sussiste inoltre una significativa variabilità in termini di dimensioni fra le varie sottospecie, con un gradiente decrescente in questo valore in direttrice NW-SE.

### Aspetto
Si tratta di uccelli dall'aspetto robusto e slanciato, muniti di grossa testa di forma arrotondata e allungata, penne della fronte erettili a formare una piccola cresta (che rende il becco all'apparenza più corto e la testa più squadrata, e che presenta inoltre lunghezza variabile a seconda della sottospecie), becco conico e robusto, largo e piuttosto lungo, dalla punta adunca, zampe corte, lunghe ali digitate e coda inconfondibile, piuttosto lunga e dalle penne laterali filiformi (anche se piuttosto rigide) e dall'estremità allargata, alla quale il drongo coda a racchetta maggiore deve il proprio nome comune.

Nel complesso, il drongo coda a racchetta maggiore ricorda il drongo coda a racchetta minore, col quale vive in simpatria in buona parte dell'areale: le due specie sono distinguibili per la conformazione delle penne della coda, per le dimensioni (sebbene quest'ultima caratteristica risulti evidente solo nel caso di osservazione simultanea delle due specie) e per la cresta frontale ben sviluppata ed evidente nel drongo coda a racchetta maggiore rispetto al "cugino". 

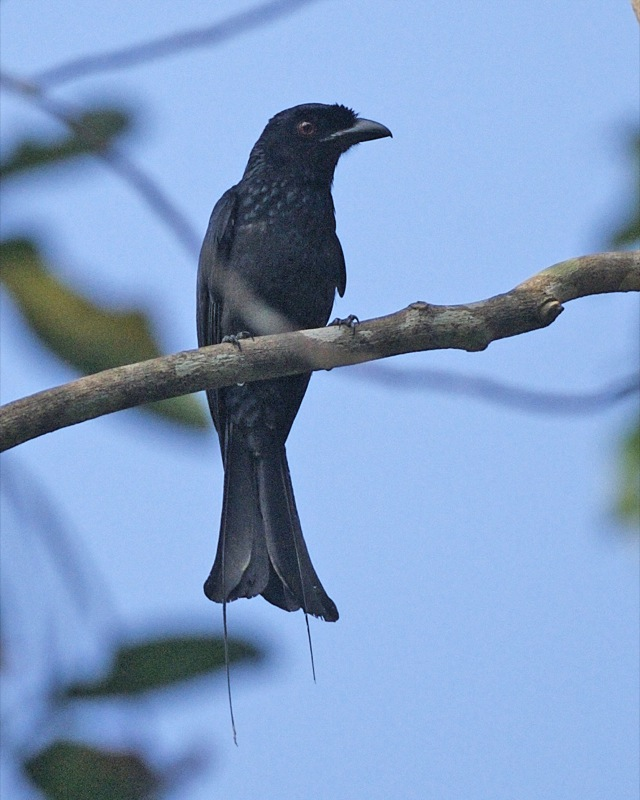
Esemplare a Singapore.

Il piumaggio si presenta interamente di colore nero lucido e dalla consistenza vellutata. Su copritrici, remiganti e superficie superiore della coda, sono presenti evidenti sfumature di colore bluastro: le penne dei lati del collo e della parte superiore del petto, invece, presentano punta dalle sfumature di colore azzurro-biancastro. Specialmente sul petto, su vertice e nuca e nell'area dorsale, inoltre, sono presenti sfumature metalliche di colore purpureo, ben evidenti quando l'animale è nella luce diretta.
I due sessi sono simili nella colorazione: le femmine sono più piccole e minute in confronto ai maschi, presentando inoltre coda più corta.
Il becco e le zampe sono di colore nerastro: gli occhi possono essere di colore bruno scuro, bruno-rossiccio o rosso a seconda della sottospecie presa in considerazione.

## Biologia

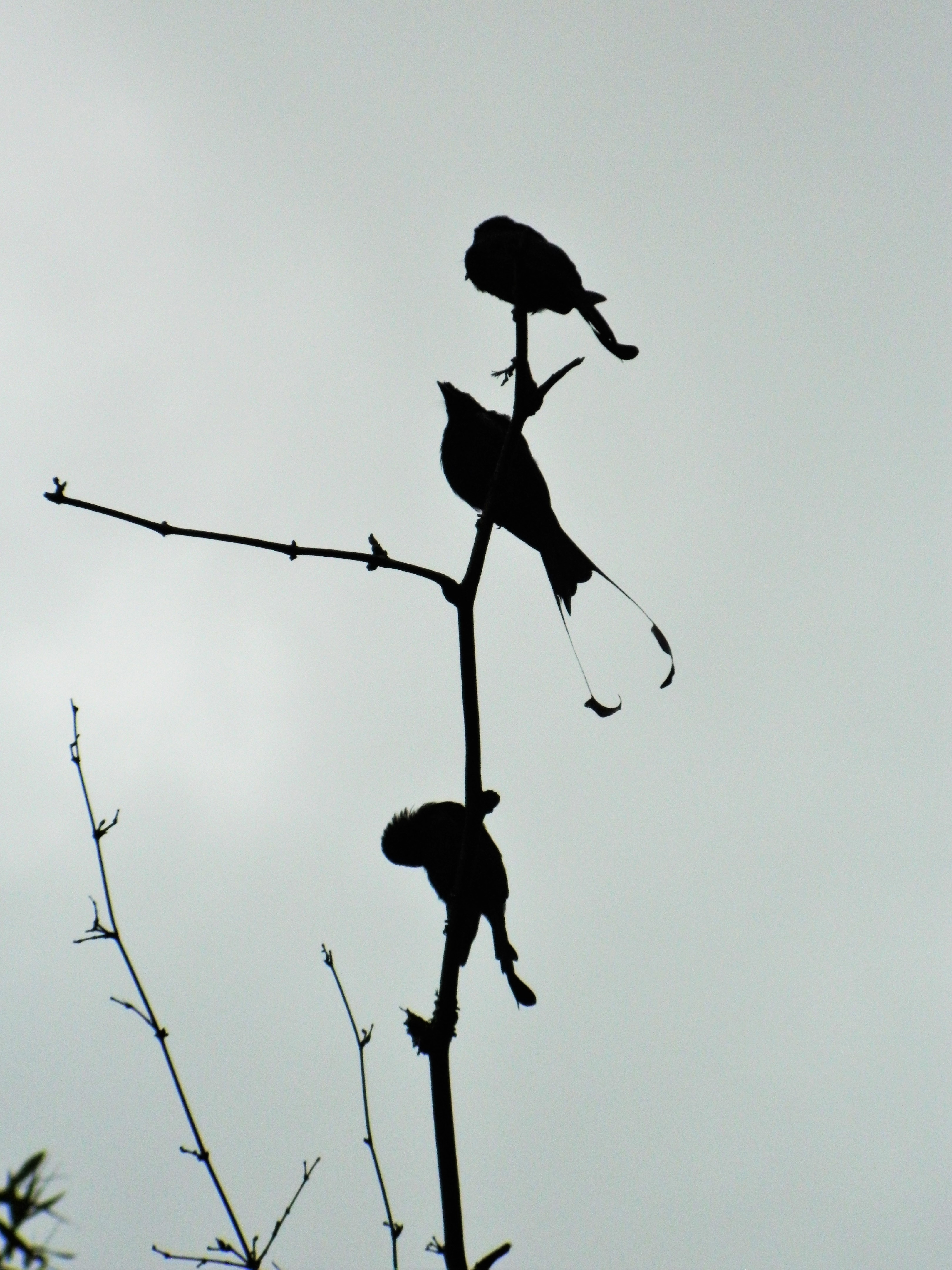
Tre esemplari a Periyar.

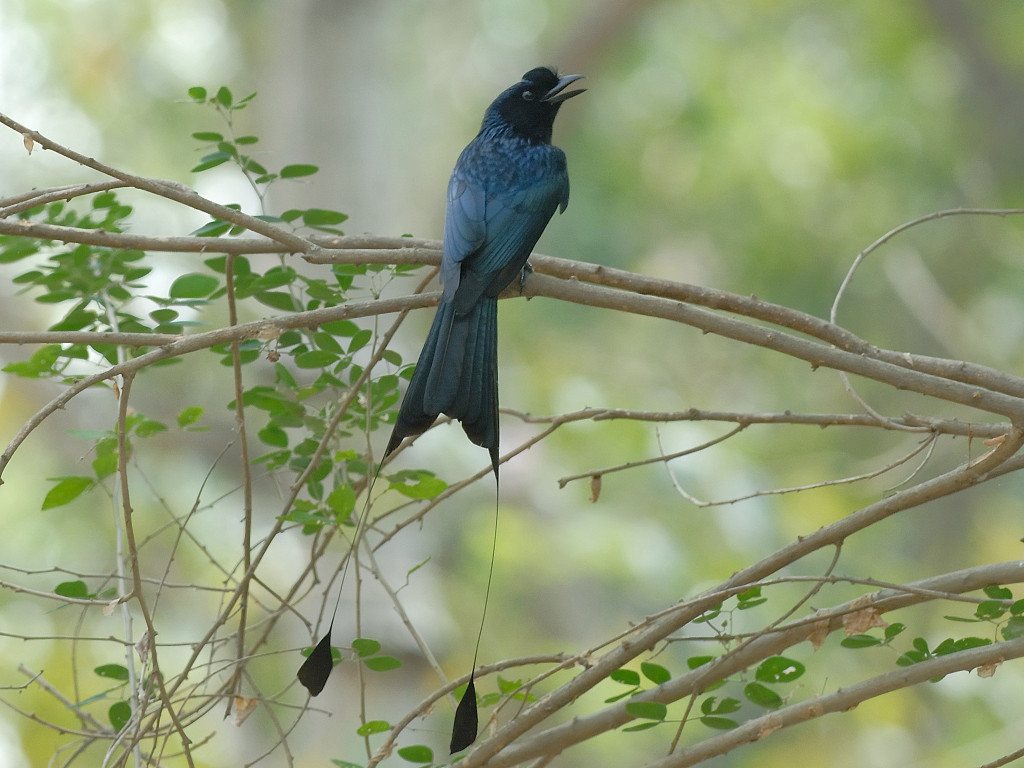
Esemplare vocalizza nel distretto di Phutthamonthon.

Il drongo coda a racchetta maggiore è un uccello dalle abitudini di vita essenzialmente diurne, che vive da solo o in coppie: in caso di fonti di cibo particolarmente abbondanti, tuttavia, più esemplari possono riunirsi in una singola area, salvo poi separarsi non appena il cibo comincia a scarseggiare, per fare ritorno ai rispettivi territori di residenza.

Questi uccelli passano la maggior parte della giornata appollaiati su un posatoio in evidenza (come un ramo sporgente o un palo), dal quale possono godere di una buona visuale sul territorio circostante: tale accorgimento consente loro di poter adocchiare in tempo reale sia il passaggio di potenziali prede (che vengono prontamente attaccate) che la comparsa di eventuali intrusi (che vengono avvertiti vocalmente, ed eventualmente attaccati). Questi dronghi, infatti, specialmente durante il periodo riproduttivo sono molto territoriali ed aggressivi, aggredendo intrepidamente e scacciando anche grossi corvi e rapaci: tale territorialità viene sfruttata da altre specie di uccelli che si nutrono al suolo, che si radunano per cercare il cibo nelle aree sorvegliate dai dronghi coda a racchetta maggiori, certe di ricevere in tal modo un'ulteriore protezione dai predatori.
Il drongo coda a racchetta maggiore è un uccello molto vocale e chiassoso. Questi uccelli comunicano mediante una grande varietà di richiami, vocalizzando specialmente durante le prime ore del mattino e al calar delle tenebre: essi sono inoltre soliti cantare anche durante la notte, quando è presente la luna piena.
Fra i richiami più comuni emessi da questi dronghi vi sono fischi monotoni ripetuti, richiami nasali, schiocchi metallici e suoni cicaleggianti su varie tonalità e lunghezze: essi presentano inoltre un lungo ed aspro richiamo composto da molte sillabe, utilizzato unicamente per segnalare l'apparizione degli shikra.
Il drongo coda a racchetta maggiore è inoltre un eccellente mimo, in grado di imitare i richiami di numerose specie di uccelli ed animali. Fatto molto inusuale, questi dronghi imitano i suoni uditi nell'ambiente circostante con un'apparente cognizione di causa (il che ha fatto supporre ad alcuni studiosi che essi presentino una qualche forma di teoria della mente), imitando determinati richiami in determinati ed appropriati contesti, senza ricevere alcun addestramento nel fare ciò. Oltre ad imitare i richiami, i dronghi coda a racchetta maggiori possono imitare anche le movenze dell'animale che è solito emetterli: ad esempio, essi possono arruffare il piumaggio ed annuire con la testa mentre imitano il richiamo dei garruli della giungla, proprio come questi ultimi sono soliti fare durante le vocalizzazioni.

### Alimentazione

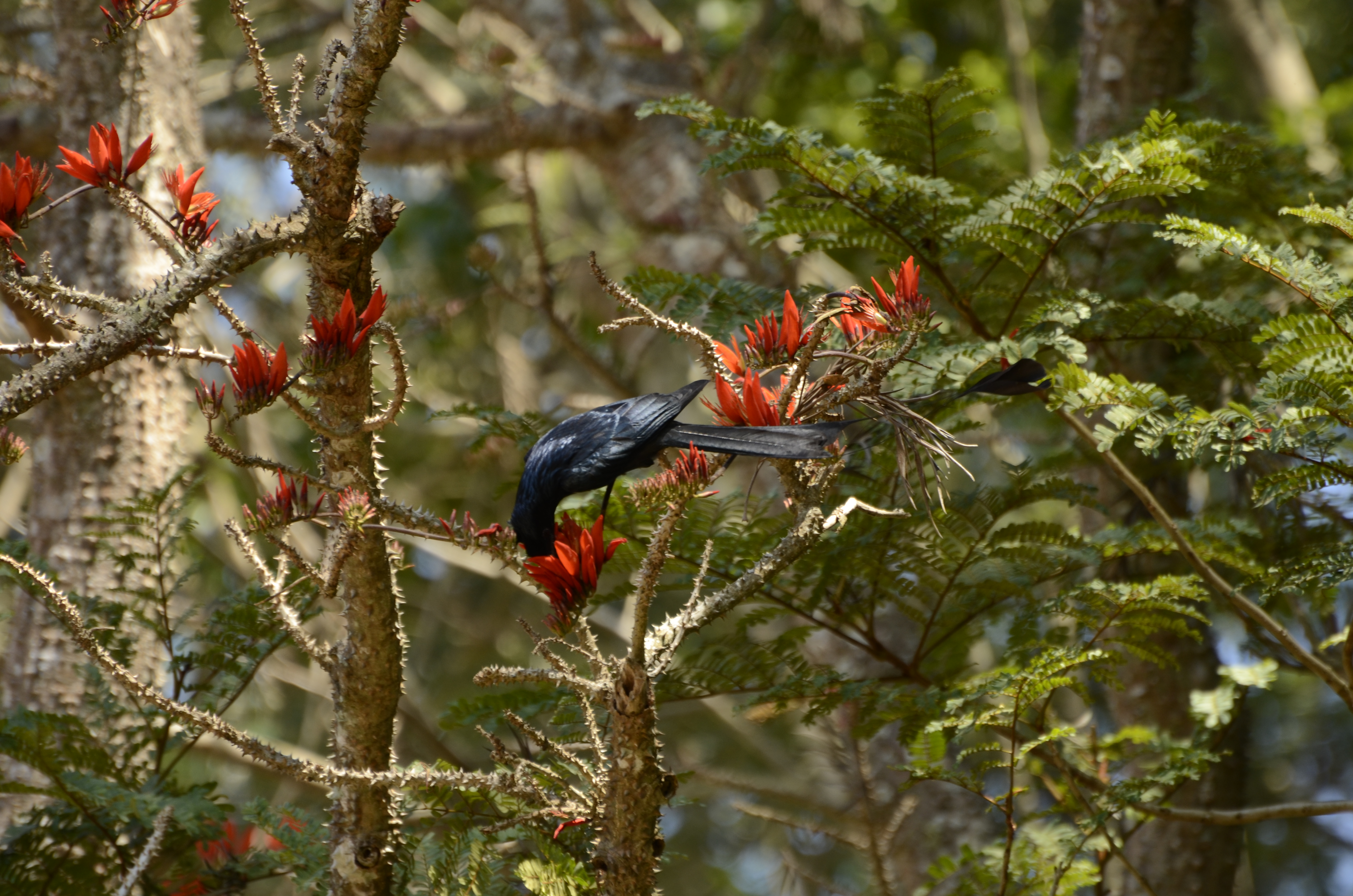
Esemplare sugge il nettare da Erythrina.

La dieta di questi uccelli è virtualmente onnivora, ma nei fatti essenzialmente insettivora: essi, infatti, si cibano in massima parte di grossi insetti ed altri artropodi ed invertebrati, catturando più sporadicamente piccoli vertebrati e, di tanto in tanto, nutrendosi anche di materiale di origine vegetale, come granaglie e piccoli frutti, ma soprattutto nettare (in particolar modo quello reperito suggendo i fiori di Bombax ed Erythrina).

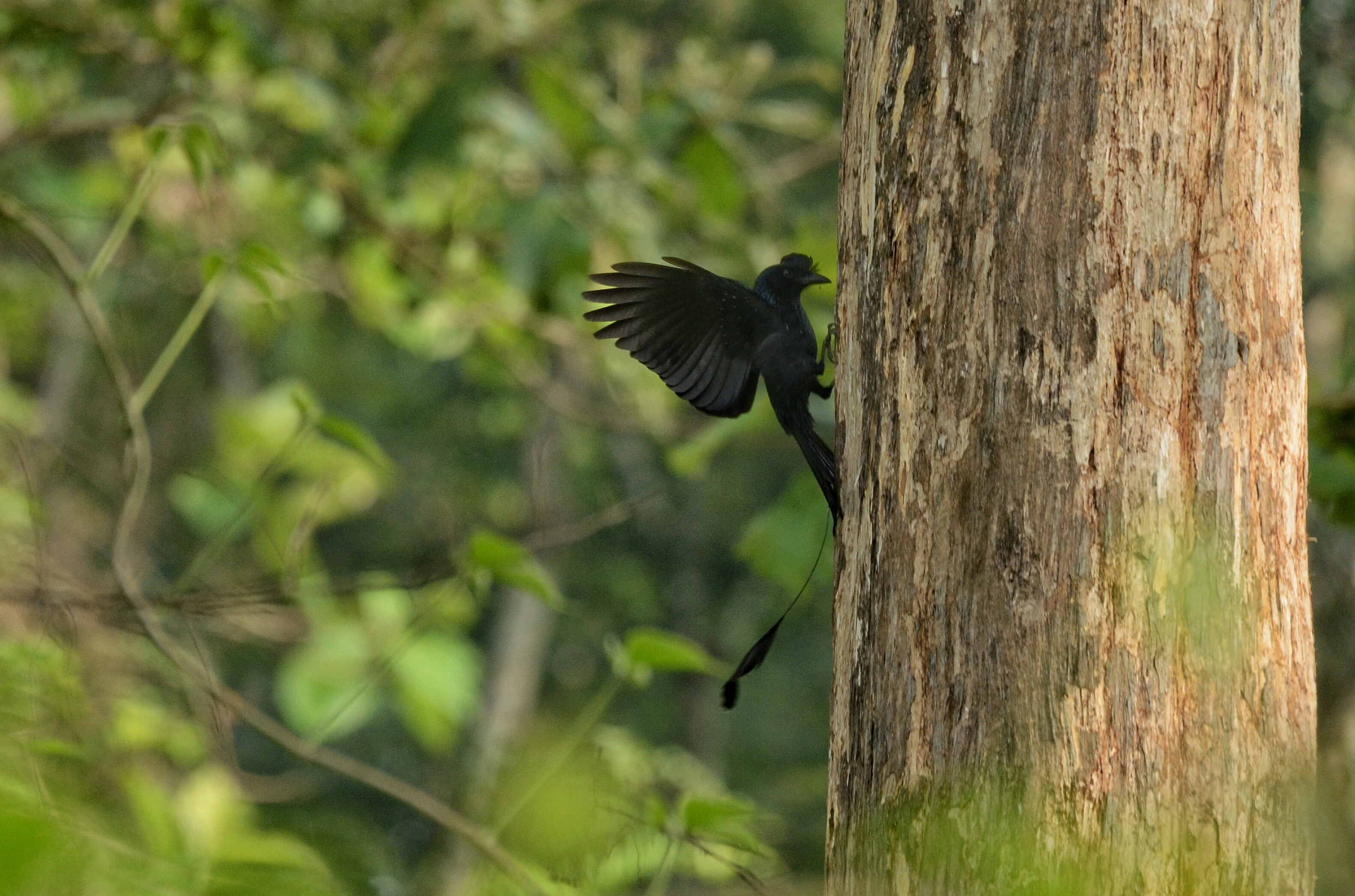
Esemplare cerca il cibo sulla corteccia.

Per reperire il cibo, il drongo coda a racchetta maggiore è solito calare dall'alto sulle prede di passaggio, sia al suolo che fra i rami ed il fogliame di alberi e cespugli: questi uccelli, inoltre, essendo ottimi volatori sono in grado di catturare gli insetti alati al volo. Le prede vengono generalmente inghiottite intere, mentre nel caso di prede particolarmente voluminose che non possono essere ingoiate in un solo boccone le portano al posatoio tenendole nelle zampe, per poi farle a pezzi col forte becco.
Similmente ad altre specie di drongo, anche il drongo coda a racchetta maggiore è solito emettere le imitazioni dei richiami dei predatori allo scopo di ingannare gli uccelli (specialmente i garruli) intenti a cibarsi nelle vicinanze, inducendoli alla fuga e potendo così cibarsi dei resti di cibo lasciati frettolosamente sul posto: spesso, inoltre, questi uccelli seguono altri animali (come picchi o macachi) per potersi cibare dei loro avanzi di cibo.

### Riproduzione
Si tratta di uccelli monogami, la cui stagione riproduttiva va dalla seconda metà di marzo a luglio, cominciando alcune settimane prima nel sud dell'areale rispetto al nord.

I maschi corteggiano le femmine saltellando e percorrendo a spirale rami e tronchi d'albero, oltre a portare dei piccoli oggetti (come foglie o pezzetti di corteccia) in quota e recuperarli al volo dopo averli fatti cadere.
I due partner collaborano nelle varie fasi dell'evento riproduttivo: essi, infatti, costruiscono assieme il nido (una struttura a coppa costruita alla biforcazione di un ramo d'albero intrecciando all'uopo rametti e fibre vegetali), si alternano nella cova delle 2-4 uova biancastre dalla rada maculatura bruno-rossiccia più fitta sul polo ottuso (la quale dura circa venti giorni) e collaborano anche nelle cure ai nidiacei, i quali, ciechi ed implumi alla schiusa, s'involano a circa tre settimane di vita e si rendono indipendenti un mese dopo l'involo.

## Distribuzione e habitat

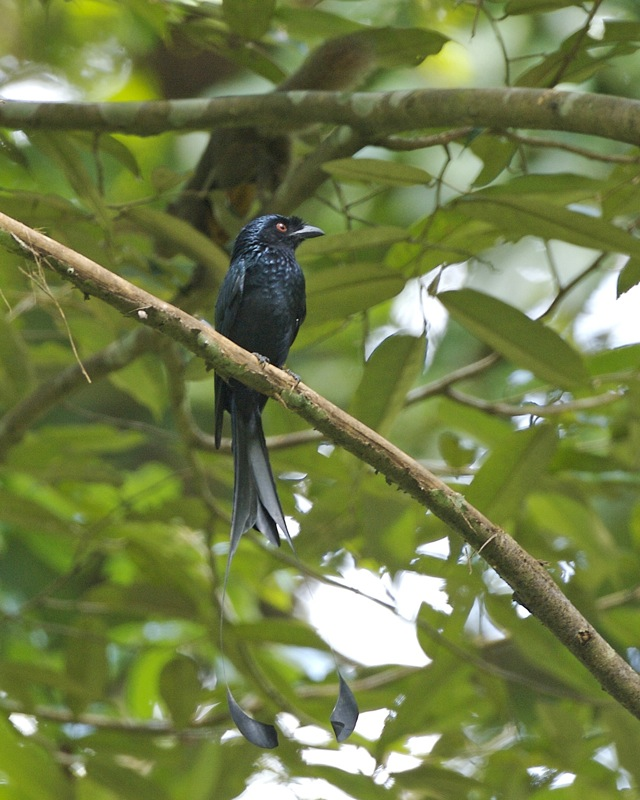
Esemplare a Singapore.

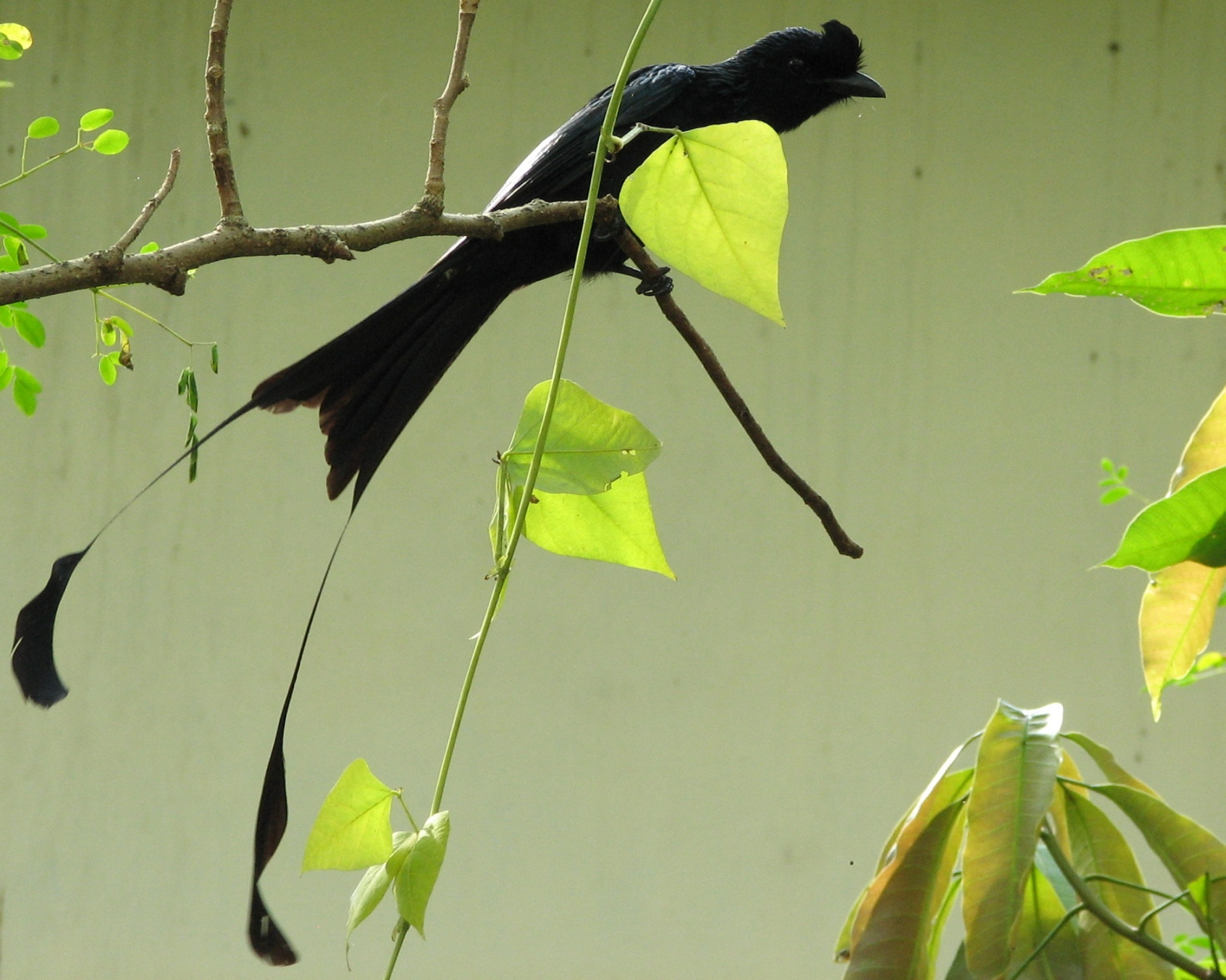
Esemplare nel distretto di Kottayam.

Il drongo coda a racchetta maggiore è una specie asiatica, che occupa un areale che abbraccia gran parte del subcontinente indiano, del Sud-est asiatico e delle grandi Isole della Sonda: i limiti occidentali dell'areale di questi uccelli, infatti, sono rappresentati dall'Uttarakhand e dal Gujarat orientale, mentre la specie è diffusa a oriente lungo le pendici meridionali dell'Himalaya fino al Tonchino attraverso la penisola indiana (compreso lo Sri Lanka), la Birmania, la Thailandia, lo Yunnan, la penisola malese e l'Indocina. Questi uccelli sono inoltre presenti a Sumatra, Giava, Bali, in Borneo e nelle isole minori indonesiane circonvicine, oltre che ad Hainan ed alle Andamane e Nicobare.

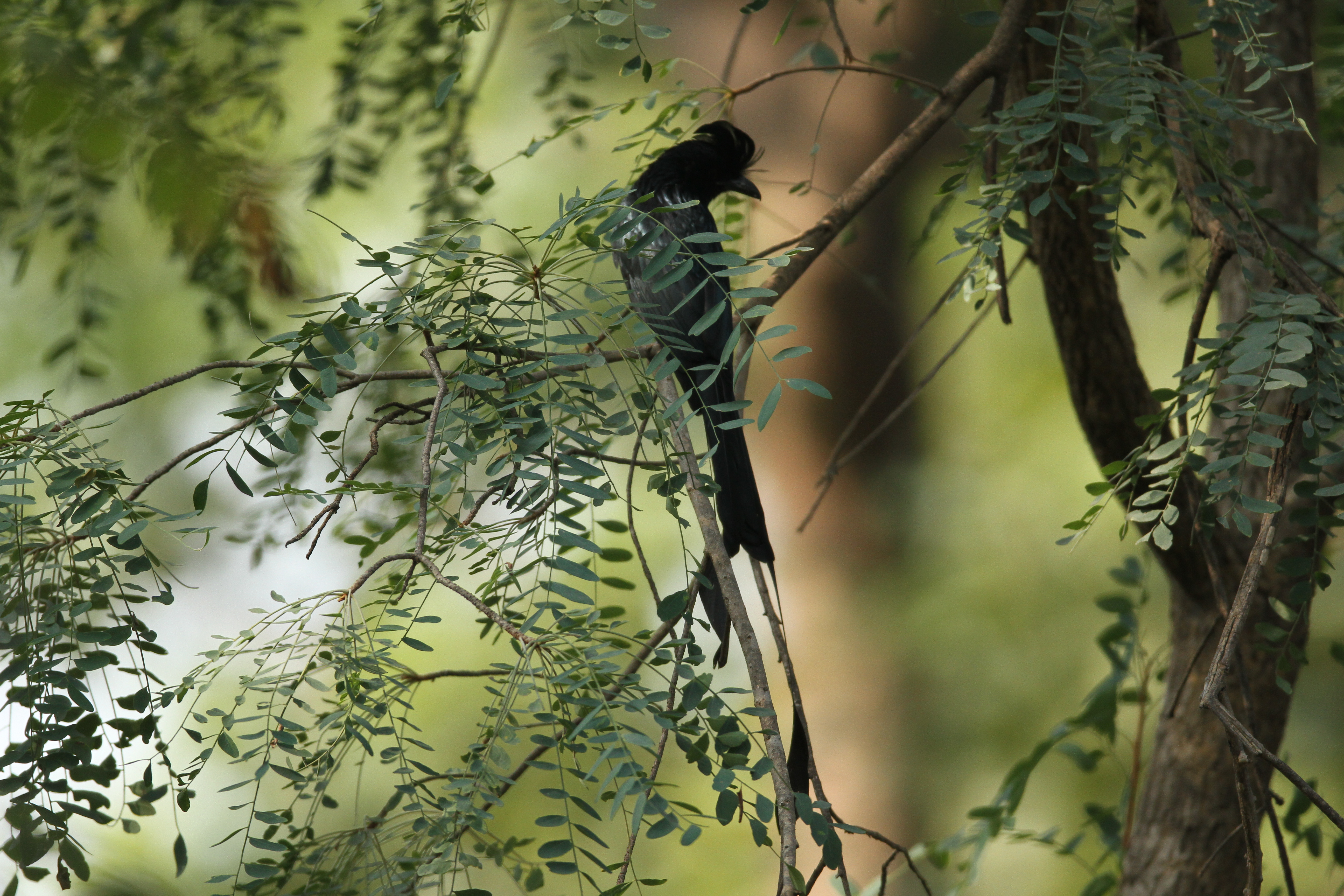
Esemplare in India.

La specie è generalmente residente nel proprio areale: specialmente nel nord di quest'ultimo, tuttavia, le popolazioni possono presentare tendenza ad effettuare dei movimenti stagionali, lasciando la Cina continentale per migrare verso sud alla fine dell'estate, oppure disperdendosi nel nord-ovest dell'India (con singoli esemplari osservati nell'Uttar Pradesh) subito dopo la stagione riproduttiva.
L'habitat di questi uccelli è rappresentato dalla foresta pluviale di pianura e pedemontana, fino a 1200 m di quota (sebbene il drongo coda a racchetta maggiore divenga raro da avvistare già al di sopra degli 800 m di quota): questi animali prediligono le aree alberate sul limitare della foresta, sia primaria che secondaria, in prossimità di aree aperte più o meno estese.

## Tassonomia
Se ne riconoscono 13 sottospecie:

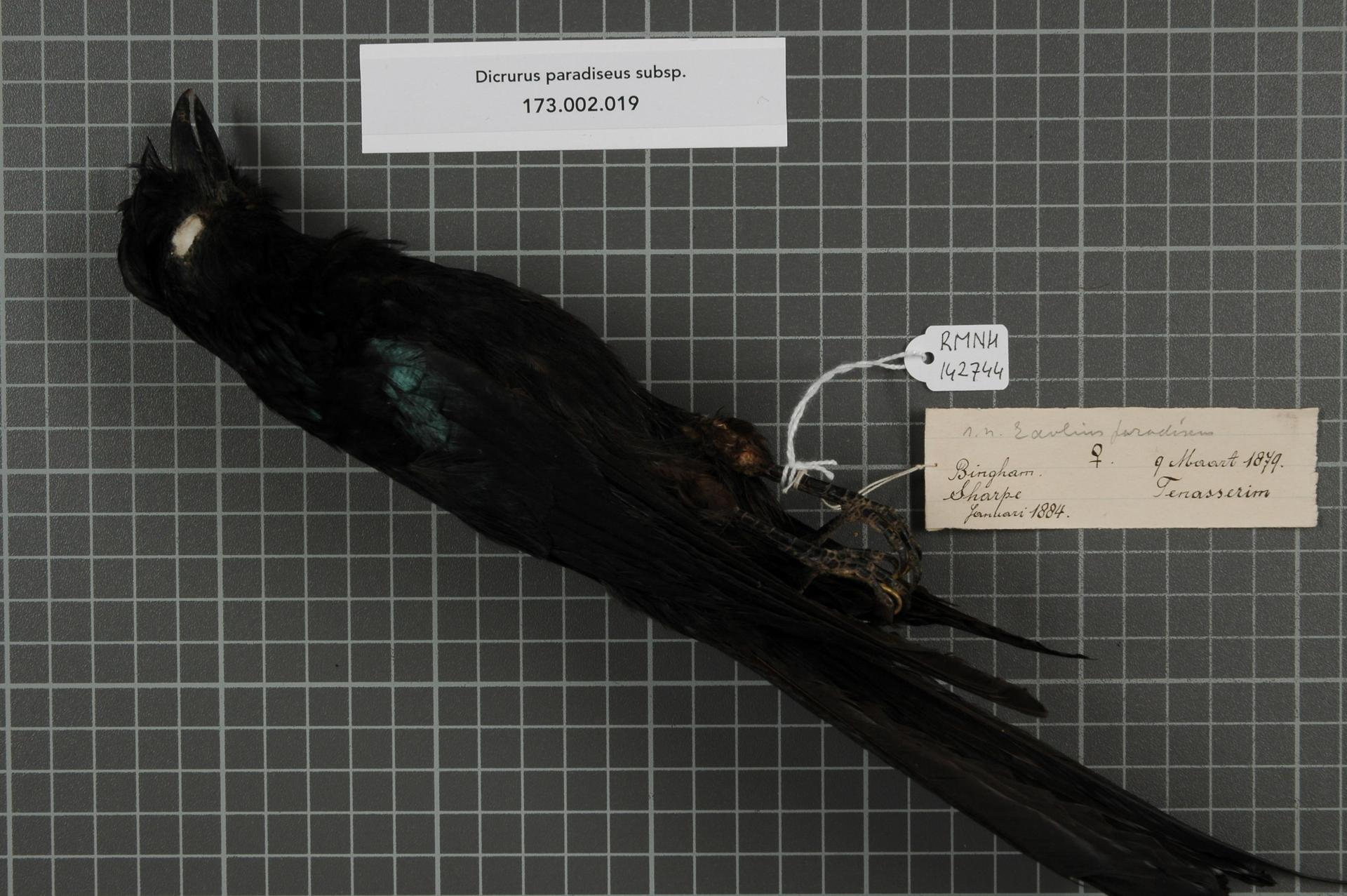
Esemplare impagliato della sottospecie nominale.

- Dicrurus paradiseus grandis (Gould, 1836) - la sottospecie di maggiori dimensioni, dalle barbe golari molto lucide, diffusa nella porzione nord-occidentale dell'areale occupato dalla specie, lungo le pendici meridionali dell'Himalaya dal Kumaon al Tonchino attraverso Nepal, Bhutan, Sikkim, Arunachal Pradesh, Assam, Birmania settentrionale (a sud fino al nord dello Stato Chin e dello Stato Shan) ed il sud della Cina (Yunnan sud-occidentale).
- Dicrurus paradiseus rangoonensis (diffusa dal Deccan all'Annam attraverso Bengala, India nordorientale, Birmania centrale (a sud fino al nord del Tenasserim), Thailandia settentrionale e Laos centrale;
- Dicrurus paradiseus paradiseus (Linnaeus, 1766) - la sottospecie nominale, diffusa nel sud della penisola indiana, della Birmania (Tenasserim e arcipelago di Mergui), della Thailandia e dell'Indocina;
- Dicrurus paradiseus johni (Hartert, 1902) - endemica di Hainan;
- Dicrurus paradiseus ceylonicus Vaurie, 1949 - simile alla nominale ma più piccola, endemica dello Sri Lanka;
- Dicrurus paradiseus otiosus (Richmond, 1902) - con cresta e barbe golari molto ridotte, endemica delle isole Andamane;
- Dicrurus paradiseus nicobariensis (Baker, 1918) - con barbe golari corte e cresta di media lunghezza, endemica delle isole Nicobare;
- Dicrurus paradiseus hypoballus (Oberholser, 1926) - diffusa nel centro-sud della penisola malese;
- Dicrurus paradiseus platurus Vieillot, 1817 - dalla cresta molto ridotta, diffusa nel sud della penisola malese, a Sumatra e nelle isole minori circonvicine;
- Dicrurus paradiseus microlophus (Oberholser, 1917) - dalla cresta molto ridotta, endemica di alcune isole del Mar Cinese Meridionale (Tioman, Anambas e Natuna);
- Dicrurus paradiseus brachyporus (Bonaparte, 1850) priva di cresta, diffusa nel Borneo e a Laut;
- Dicrurus paradiseus banguey (Chasen & Kloss, 1929) - priva di cresta, endemica delle isole di Blambangan e Banggi;
- Dicrurus paradiseus formosus (Cabanis, 1851) - diffusa a Giava e Bali;

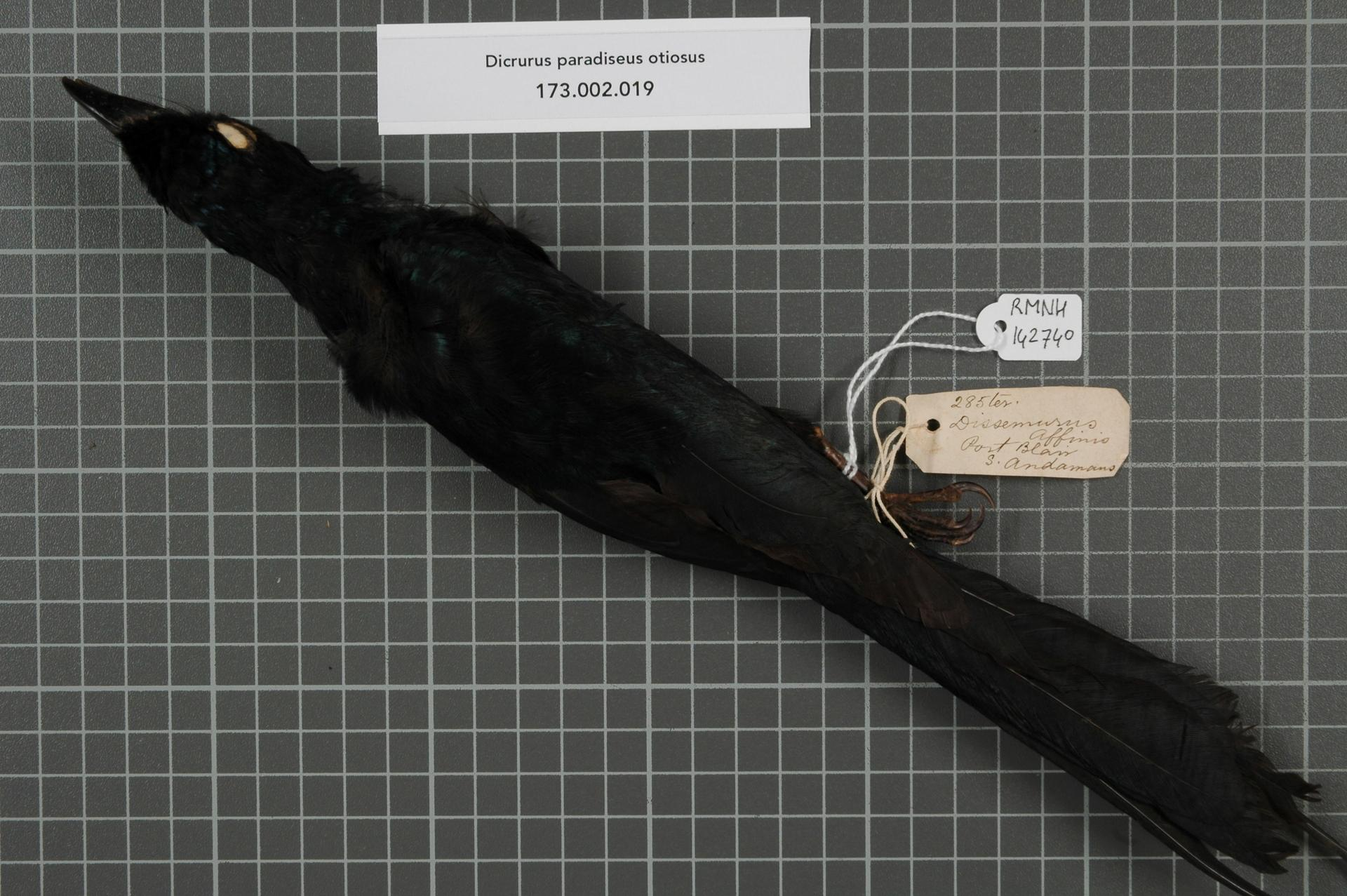
Esemplare impagliato della sottospecie otiosus.
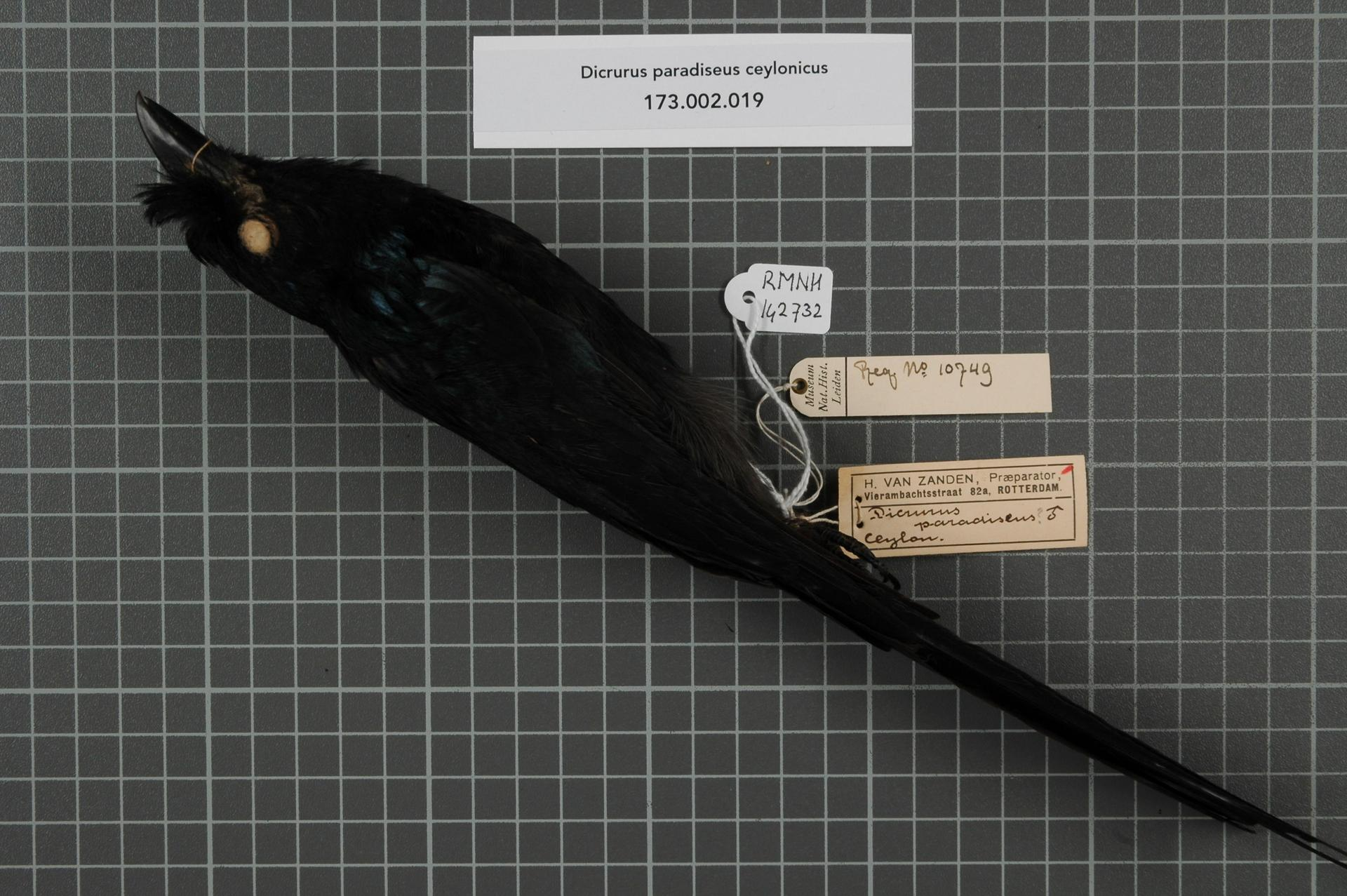
Esemplare impagliato della sottospecie ceylonicus.
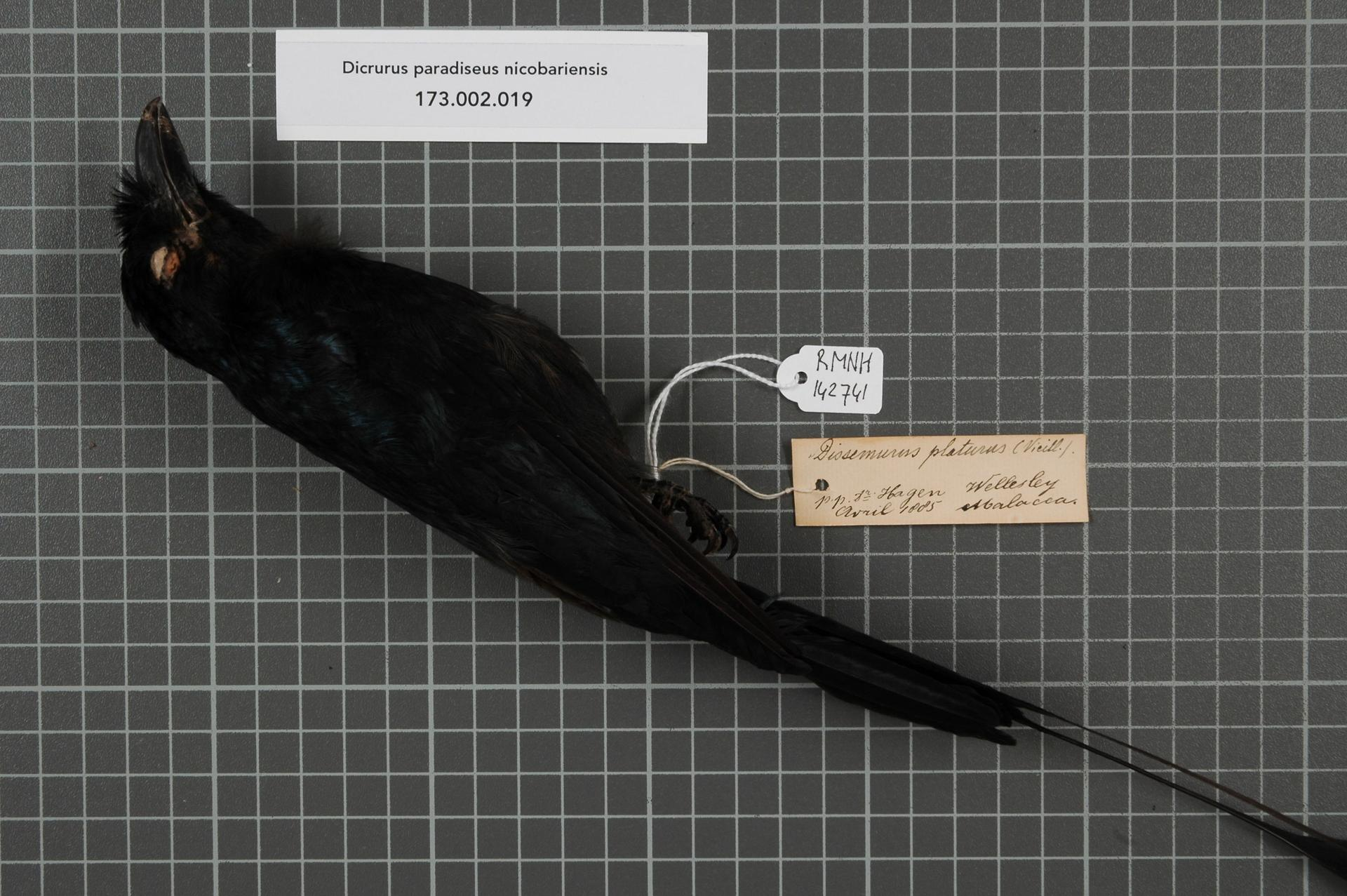
Esemplare impagliato della sottospecie nicobariensis.
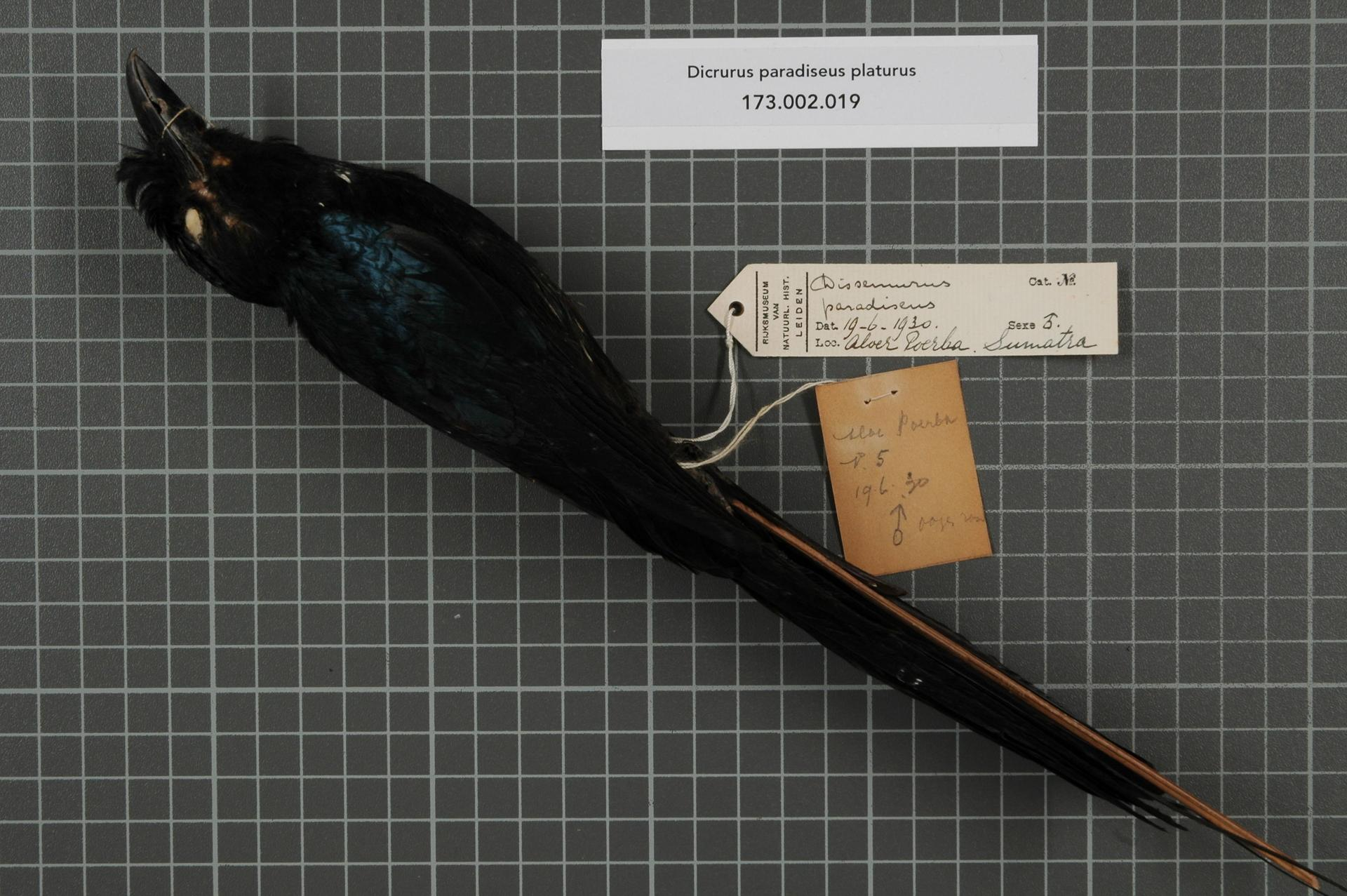
Esemplare impagliato della sottospecie platurus.
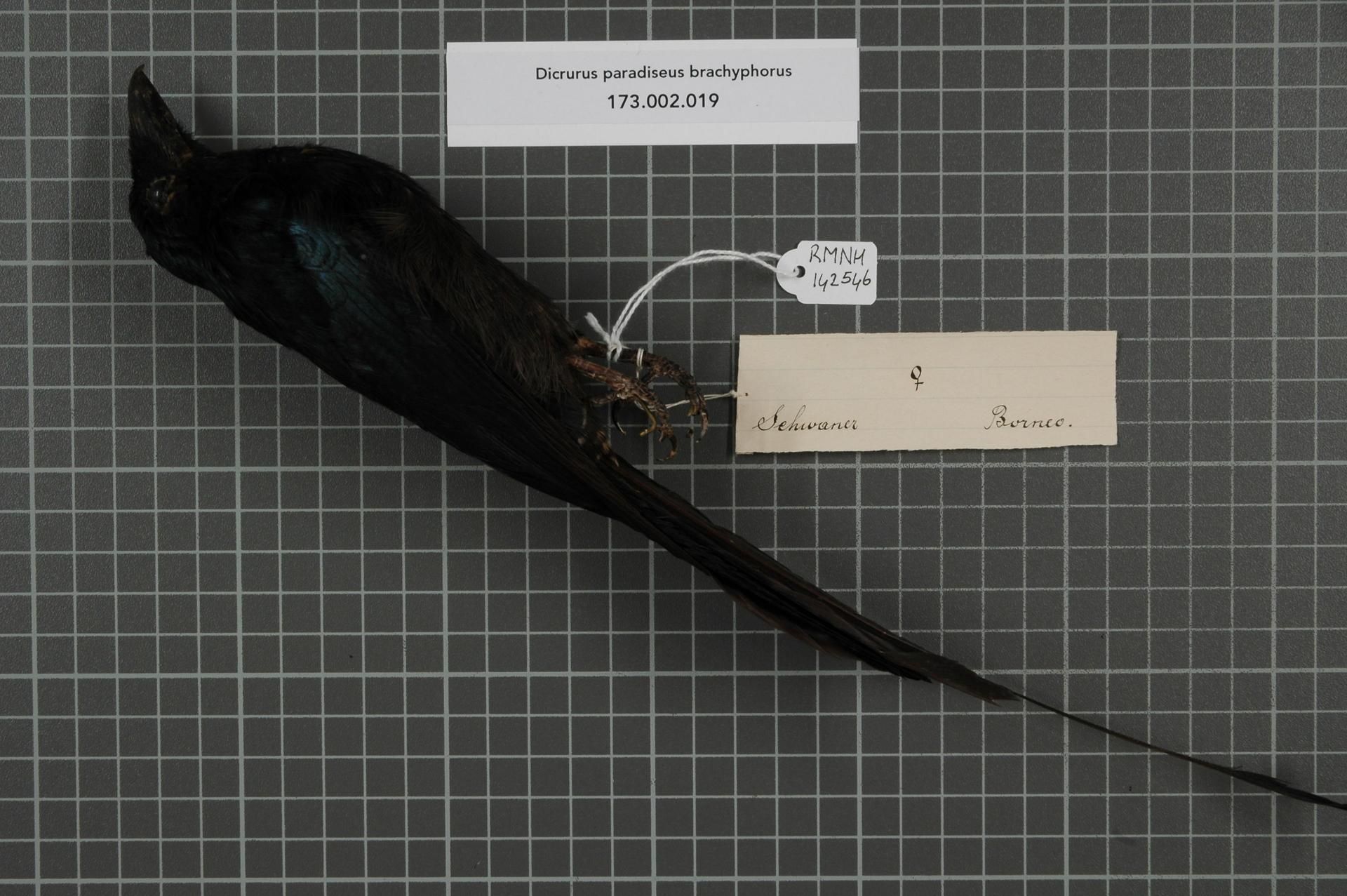
Esemplare impagliato della sottospecie formosus.

Alcuni autori riconoscerebbero inoltre le sottospecie malabaricus (considerata una forma di transizione fra rangoonenis e nominale) e adelphus di Nias (sinonimizzata con platurus): secondo alcuni andrebbero invece accorpate le popolazioni indonesiane.

In passato, anche il drongo di Ceylon veniva considerato una sottospecie del drongo coda a racchetta maggiore, mentre attualmente si preferisce considerare i due taxa com specie a tutti gli effetti.

## Nella cultura di massa
Il drongo coda a racchetta maggiore è un uccello molto presente nel folklore del subcontinente indiano: i Mizo chiamano questi uccelli vakul, e li ritengono i re degli uccelli per il loro comportamento aggressivo anche nei confronti di specie molto più grandi. Fino agli anni '50, questi animali erano molto apprezzati come uccelli da voliera, per la loro adattabilità riguardo alla dieta, l'intelligenza e soprattutto l'abilità di imitare la voce umana.
Schafer ha inoltre ipotizzato che i leggendari kalaviṅka del buddhismo orientale possano basarsi sul drongo coda a racchetta maggiore.